# Lev Gumiliov
Lev Nikolaievici Gumiliov (în rusă Лев Николаевич Гумилёв) (1 octombrie 1912, Sankt Petersburg – 15 iunie 1992, Sankt Petersburg), a fost unul dintre cei mai controversați și, totodată populari, istorici ruși ai secolului al XX-lea. Ideile sale neortodoxe despre nașterea și moartea etnosurilor (grupurilor etnice) au făcut să apară mișcarea culturală și politică cunoscută drept "Neo-Eurasianism".

## Viața
Părinții săi au fost doi foarte cunoscuți poeți ruși: Nikolai Gumiliov și Anna Ahmatova. Cei doi au divorțat când Lev era încă foarte mic, iar N. Gumiliov a fost executat când fiul său avea doar 9 ani. În timpul persecuțiilor staliniste din deceniul al patrulea al secolului trecut, Lev a fost exmatriculat de la Universitatea din Leningrad și a fost deportat în Gulag, unde și-a petrecut cea mai mare parte a tinereții, din 1938 până în 1956. Într-o scurtă pauză a perioadei de detenție, a fost înrolat în Armata Roșie și a luat parte la Bătălia de la Berlin. Pentru a-i ușura detenția și în speranța unei eliberări, Anna Ahmatova a fost constrânsă să publice poezii de preamărire a lui Iosif Vissarionovici Stalin. Tot efortul mamei sale nu l-au ajutat însă pe Lev să scape din lagărele de muncă cât timp dictatorul sovietic a fost în viață. Relațiile dintre mamă și fiu au rămas încordate, Lev blamându-și mama pentru nenorocirea care i-a răpit tinerețea. 

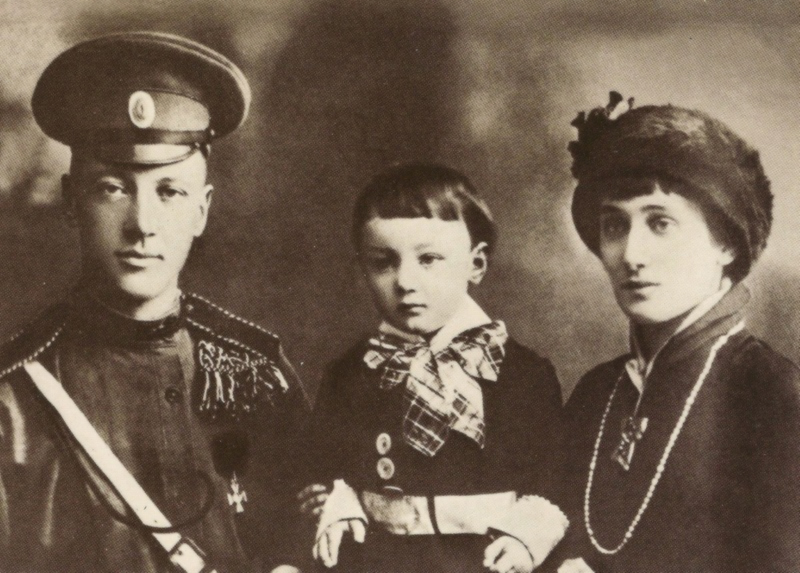
Tânărul Lev cu părinţii săi în 1913.

După moartea lui Stalin, Gumiliov a ajuns să lucreze la Muzeul Hermitaj, al cărui director, Mihail Artamonov i-a devenit mentor. Sub îndrumarea lui Artamonov, Lev Gumiliov a început să se intereseze de studiile asupra khazarilor și asupra populațiilor stepelor în general. În 1960 el a început să țină conferințe la Universitatea din Leningrad. Doi ani mai târziu, și-a susținut teza de doctorat despre popoarele turcice antice. După aceasta, a început să lucreze la Institutul Geografic, unde a susținut o altă teză de doctorat, de data aceasta în domeniul geografiei.
Deși ideile sale au fost respinse de doctrina oficială sovietică și cele mai multe dintre lucrările lui au fost interzise de la publicare, Gumiliov a devenit foarte cunoscut, în special în anii perestroicii. Ca urmare a populartății sale, președintele Kazahstanului, Nursultan Nazarbaev, a hotărât ca noua Universitate Eurasiană Lev Gumiliov să fie ridicată vizavi de palatul prezidențial din piața centrală a noii capitale kazahe, Astana.

## Ideile lui Lev Gumiliov
Gumiliov a încercat să explice valurile de migrații ale nomazilor Eurasiei prin influența factorilor geografici, așa cum erau variațiile anuale ale radiației solare, care ar fi determinat suprafața pășunilor disponibile pentru pășunatul șeptelului. Conform acestor teorii, când pășunile de stepă se reduceau drastic, nomazii din Asia Centrală se strămutau în regiuni mai prielnice din Europa și China.
Pentru a descrie modul în care ideile sale se aplică la evoluția etnosurilor, Gumiliov a introdus conceptul de "pasionaritate", explicat ca nivel de energie și putere vitală al oricărui grup etnic. Gumiliov afirma că grupurile etnice trec prin fazele de „apariție, dezvoltare, culminație, inerție, convoluție” și de „aducere aminte”. În timpul culminației, când "pasionaritatea" națională are energie maximă, sunt făcute marile cuceriri. Europa s-ar afla, potrivit acestei teorii, într-o stare a „inerției profunde” sau de „introducere în întunecime”. Pe de altă parte, Gumiliov era de părere că "pasionaritatea" lumii arabe ar continua să fie foarte ridicată.
Inspirându-se din lucrările lui Konstantin Leontiev și Nikolai Danilevski, Gumiliov îi clasifica pe ruși ca „superetnos”, înrudiți cu popoarele turcice ale stepelor eurasiatice. A reinterpretat perioadele în care Rusia s-a aflat în conflict cu popoarele seminomade de stepă ca perioade de consolidare a puterii ruse prin încorporarea puterii stepelor - consolidare necesară pentru Rusia, potrivit lui Gumiliov, pentru a face față influențelor romano-catolice, care, în concepția sa, ar fi periclitat integritatea grupului etnic rus.
Consecvent cu teoriile sale, Gumiliov susținea mișcările naționale ale tătarilor, kazahilor, mongolilor și ale altor popoare turcice. În consecință, teoriile lui se bucură de popularitate în țările central asiatice. În august 2005, în capitala Tatarstanului, Kazan, a fost inaugurat un monument în memoria lui Gumiliov.

## Acuzațiile deantisemitism
Gumiliov nu și-a extins ecumenismul său etnologic și la evreii medievali, pe care îi considera o clasă urbană, internațională, parazitară, care i-ar fi dominat pe hazari și care, în schimb, i-au înrobit pe slavii timpurii ("jugul hazarilor"). El a înlocuit astfel termenul tradițional "jugul tătarilor" folosit pentru a descrie dominația mongolilor asupra Rusiei medievale, etichetă pe care Gumiliov o respingea, apreciind că sutele de ani de cuceriri mongole nu au fost în mod necesar ceva negativ. În mod particular, fără a se sprijini pe surse primare de documentare, el afirma că radhaniții au fost instrumentele exploatării slavilor de răsărit și a extins în mod necuvenit această influență asupra peisajului economic ale Evului mediu timpuriu. Gumiliov a susținut că evreii au avut o cultură fundamental mercantilă originară din afară și în opoziție cu mediul în care au trăit aceștia. Arhivat în 21 septembrie 2005, la Wayback Machine.. Aceste idei, similare atât elementelor antisemite clasice, cât și celor naziste, i-au făcut pe mulți învățați să-l considere pe Gumiliov drept antisemit. 
De exemplu, Victor Jasmann notează:
... Gumiliov își arată culorile atât ca un antisemit crud, cât și ca unul sofisticat. El etichetează evrei ca „etnos parazitară”, care ar fi încetat să existe ca etnie separată. De fapt, potrivit concepției sale, evreii nu ar fi deloc o națiune, ci doar un mod specific de gândire al unui anumit grup de oameni care au o moștenire genetică evreiască și/sau care împărtășesc aceleași norme morale ale iudaismului.  Din punctul de vedere al lui Gumiliov, de câte ori o etnie „parazitară” domină o etnie indigenă, urmează revoluția, războiul civil și crearea a ceea ce el numește un stat "himeră". Așa s-a întâmplat cu raționaliștii francezi, care au dezlănțuit Marea Revoluție Franceză, și cu puritanii britanici, care au creat un stat "himeră"— Statele Unite ale Americii. El etichetează SUA drept stat „parazitar”, întemeiat de disidenți și de "scursurile" etnosului anglo-saxon muribund. În concepția sa, acest stat poate exista numai prin exploatarea resurselor străine mentale, biologice și energetice. Gumiliov leagă statul francez și pe cel american de evrei, cu afirmația explicită că atât temelia lor intelectuală cât și cea spirituală vin din Vechiul Testament.

## Opera
- Xiongnu (1960)
- Turcii (1964)
- În căutarea regatului imaginar: legenda regatului Preotului Ioan (1970)
- Xiongnu în China (1974)
- Etnogeneza și biosfera pe Terra (1978)
- Rușii din vechime și marea stepă (1989)
- Un sfârșit și un nou început (1989)
- De la  rușii kieveni la Rusia (1992)